# Starposle
Starposle är en ort i Bosnien och Hercegovina.   Den ligger i entiteten Federationen Bosnien och Hercegovina, i den centrala delen av landet, 50 km norr om huvudstaden Sarajevo. Starposle ligger 785 meter över havet och antalet invånare är 216.
Terrängen runt Starposle är kuperad. Runt Starposle är det ganska tätbefolkat, med 93 invånare per kvadratkilometer.. Närmaste större samhälle är Zenica, 15,6 km väster om Starposle. 
Omgivningarna runt Starposle är en mosaik av jordbruksmark och naturlig växtlighet.